# موقع ويب

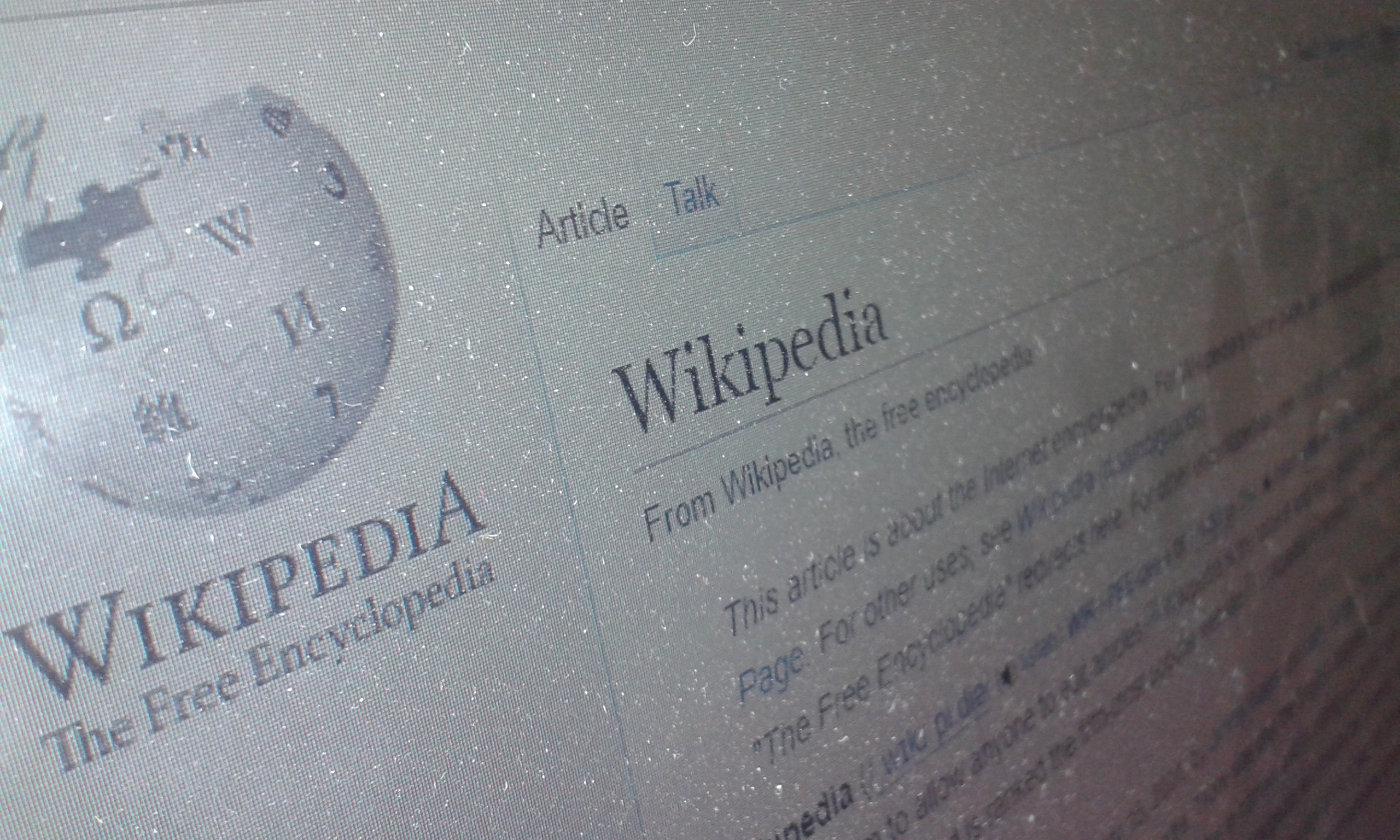
موقع الموسوعة الحرة ويكيبيديا كمثال لموقع غير ربحي

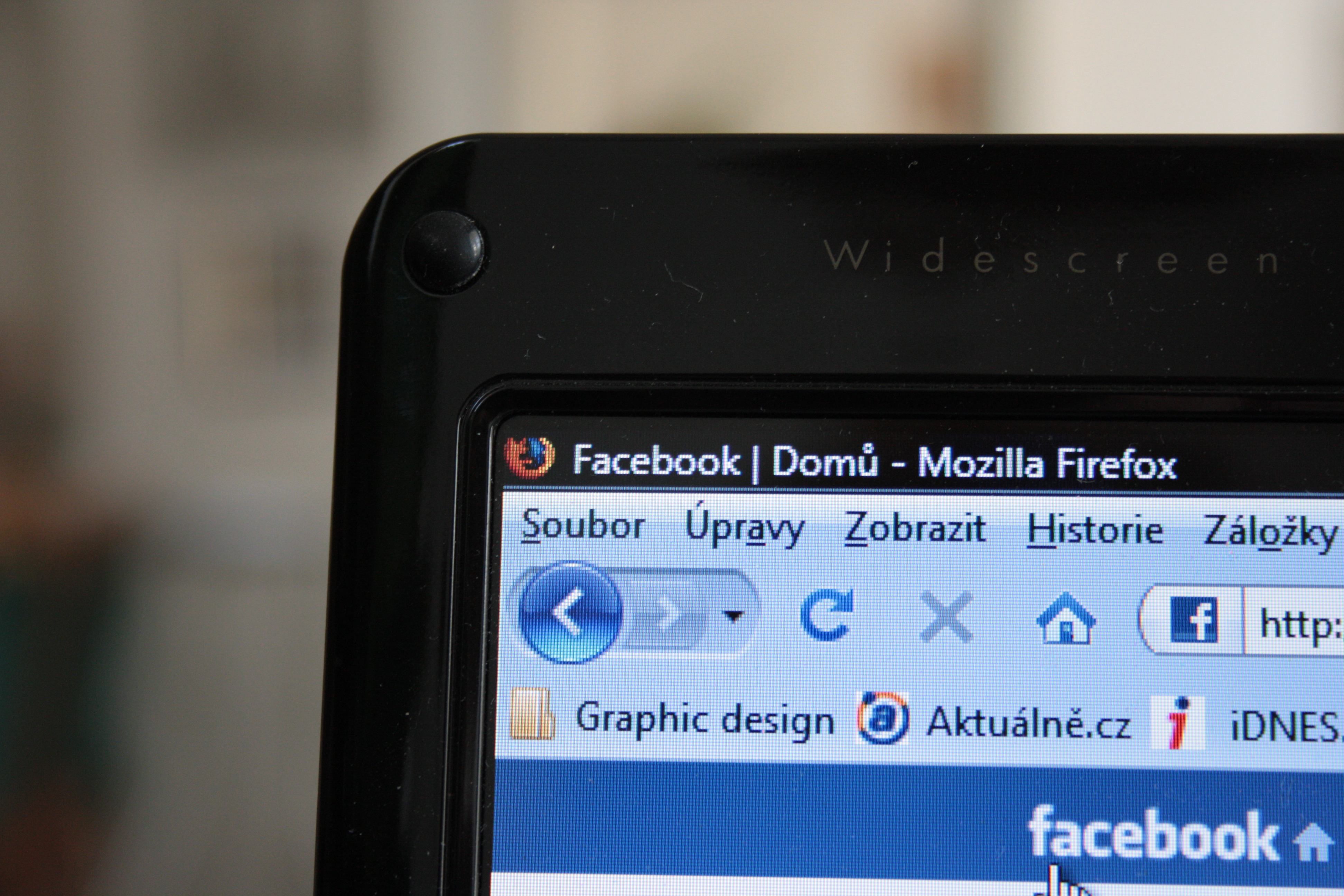
موقع فيسبوك على متصفح فيرفكس Facebook and Firefox

مواقع الويب هو مجموعة صفحات ويب مرتبطة ببعضها البعض ومخزنة على نفس الخادم. يمكن زيارة مواقع الويب عبر الإنترنت بفضل خدمة الويب ومن خلال برنامج حاسوبي يدعى متصفح الويب. ويمكن عرض المواقع بواسطة الهواتف النقالة عبر تقنية الواب (WAP). مواقع الويب موجودة فيما يسمى بمزودات الويب.
لمعظم مواقع الويب تتواجد على الأقل صفحة بداية تعرض محتوى ذلك الموقع، كما تحتوي على الارتباطات التشعبية لصفحاته أو لصفحات مواقع ويب أخرى. لكل صفحة ويب معين موارد مقيس يعرف أكثر ب يو آر إل (URL)والتي هي اختصار لــ«Uniform Resource Locator بالإنجليزية (الباحث المتماثل للموارد)».

## أعداد المواقع
حسب آخر الإحصاءات (يناير 2012) أن هناك ما يزيد عن 580 مليون موقع على الشبكة العالمية تختلف أهداف مواقع الويب فمنها ما هو للإعلان عن المنتجات ومنها ما يبيعها، كما أن هناك مواقع للدردشة أو منتديات للنقاش والحديث بين مستخدمي الويب. ويوجد ما يعرف بالمدونات وهي مواقع ويب يسرد فيها مؤلفها ما يريد الكتابة عنه ومواضيع أخرى كما يمكن للزوار الرد على ما يكتب. ومن بين أنواع المواقع الويكي ومثال على ذلك ويكيبيديا الموسوعة الحرة، وهي مواقع مفتوحة النصوص يمكن للزوار المشاركة بتعديلها أو الكتابة بها وإثرائها.
يمكن للمستخدم دخول مواقع الويب عن طريق معين الموارد المقيس «الباحث المتماثل للموارد» (URL) والذي يكتب في شريط العنوان في متصفح الويب. تتكون صفحات الويب غالباً من عناوين مشابهة للعنوان الرئيسي للموقع أي أنها بمثابة فرع منه.
تكتب مواقع الويب غالباً بواسطة لغة رقْم النص الفائق (HTML - HyperText Markup Language)، ولكنها ليست دائماً كذلك، فبعضها يكتب بلغة متوافقة مع الواب، والبعض الآخر يكتب بلغة الترميز القابلة للامتداد (XML - Extensible Markup Language).

## إدارة مواقع الويب
لكل موقع إنترنت إدارة أو مدير بحسب حجم الموقع والاهداف المنشودة منه بحيث يكون مدير الموقع شخص واحد أو شخص لكل فرع أو قسم من أقسام الموقع، يقومون بالاشراف على إضافة المقالات والاخبار والصور والرد على الايميلات أو أي تغذية راجعة من متصفحي الموقع. وبعد ثورة مواقع التواصل الاجتماعي أصبح لكل موقع حسابات وصفحات على تلك المواقع مما جعل مهام إدارة تلك الصفحات أيضا على مدير الموقع أو في حال كان الموقع ضخما فيكون هناك قسم التواصل الاجتماعي (مثل قناة الجزيرة وقناة رؤيا الفضائية)والذي نتج عنه وجود فرص عمل باسم متخصص تواصل اجتماعي (social media specialist)

## خدمات الاستضافة السحابية والدومينات
1. الإستضافة

كل موقع على الشبكة العنكبوتية يستخدم خدمة الاستضافة على وحدة مركزية تسمى بالخادم أو السيرفر وهو جهاز يتم تنصيب عليه ملفات الموقع ويتم فيه تسجيل كل نشاطاته ونشاطات الزوار من تعليقات وتفاعلات وعدد الأيبي ip الذي زار الموقع وكم مرة وحسابات الأعضاء والمحتوى المتجدد الذي يطرحه الموقع ويبقى به للأبد، كما أن السيرفرات تختلف عن بعضها البعض وتتعدد، فنجد بعض السيرفرات تكون مدفوعة والأخرى مجانية، أمثلة:
- السيرفر المدفوع: وورد بريس
- السيرفر المجاني: مثل بلوجر Blogger

1. الدومين

هو رقم ايبي ip خاص بكل موقع ولن تجد موقعين بنفس الرقم أو العنوان، فالآلة تقرأه على أنه رقم تسلسلي، وأما المتصفحات فتترجمه للإنسان على أنه عنوان يتكون من أرقام وحروف ورموز، مثال:
www.ar.wikipedia.org
فهذا العنوان يقودنا للصفحة الرئيسية لويكيبيديا العربية، وأما هذا العنوان مثلاً:
www.en.wikipedia.org/wiki/wikipedia
فيقودنا لصفحة داخل ويكيبيديا en بالإنجليزية وهي بعنوان wikipedia
الهدف من استخدام الدومين لكل موقع هو تنشيط الموقع على الشبكة وإتاحته للجمهور والزوار، فما الهدف من وضع موقع على السيرفر أو الاستضافة بدون شراء دومين له.
أنواع الدومينات:
- دومين مدفوع

يكون هذا الدومين أو المجال أو النطاق بعنوان منتهي بـ .com أو .net أو .org مثل ويكيبيديا، ويشتريه صاحب الموقع من شركات بأثمان متفاوتة عموماً
- دومين مجاني

هو مجال أو نطاق يكون متاحاً تحت إمضاء الشركة المزودة بالاستضافة وذلك لإشهارها، تمكن هذه الخاصية أصحاب المواقع وغالباً المبتدئين في التدوين من إنشاء موقع أو أكثر مجاناً على شبكة الإنترنيت، واستخدام المجال المجاني لفترة إما محدودة أو أبدية، وله الحرية في شراء دومين مدفوع في أي وقت.
مثال لدومين مجاني: .blogspot.com أو wordpress.com ، إلى غير ذلك من الدومينات المجانية.